# Metacepon pleopodata
Metacepon pleopodata là một loài chân đều trong họ Bopyridae. Loài này được Bourdon & Stock miêu tả khoa học năm 1979.